# Брајтон (Ајова)
Брајтон (енгл. Brighton) град је у америчкој савезној држави Ајова. По попису становништва из 2010. у њему је живело 652 становника.

## Демографија
Према попису становништва из 2010. у граду је живело 652 становника, што је -35 (-5.1%) становника више него 2000. године.
| Група             | 2000.       | 2010.       |
| Белци             | 680 (99,0%) | 626 (96,0%) |
| Афроамериканци    | 3 (0,4%)    | 2 (0,3%)    |
| Азијати           | 0 (0,0%)    | 1 (0,2%)    |
| Хиспаноамериканци | 2 (0,3%)    | 18 (2,8%)   |
| Укупно            | 687         | 652         |